# محمود صلاحی
محمود صلاحی احمدآبادی (زادهٔ ۱۳۳۹  در اردکان)، سیاستمدار و مدیر اجرایی ایرانی و استاندار خراسان رضوی بوده‌است.
صلاحی پس از کنار رفتن از استانداری خراسان رضوی، به مؤسسه مدیریت اسوه رفت در این دوره کتاب دو جلدی شهر اسوه را تألیف کرد که در بیست‌وششمین نمایشگاه کتاب تهران رونمایی شد.
آذر سال ۱۳۹۲ قالیباف شهردار وقت تهران طی حکمی، صلاحی را به‌عنوان معاون برنامه‌ریزی، توسعه شهری و امور شورا شهرداری منصوب کرد و سپس در ۲۲ فروردین‌ ۱۳۹۴ با حکم قالیباف رئیس سازمان فرهنگی هنری شهرداری تهران شد و تا سال ۱۳۹۶ در این سمت بود. صلاحی از مرداد ۱۴۰۱، رئیس هیئت مدیره شرکت معدنی و صنعتی چادرملو است.